# Lynchius tabaconas
Lynchius tabaconas é uma espécie de anfíbio anuros da família Strabomantidae. Está presente no Peru. A UICN classificou-a como vulnerável.